# Маричевський Микола Миколайович
Микола Миколайович Маричевський (26 лютого 1961, м. Кагарлик, Київська область — 18 жовтня 2005, м. Київ) — журналіст, публіцист, історик мистецтва, редактор, видавець

## Біографія
Народився 26 лютого 1961 року у місті Кагарлик на Київщині в робітничій родині.
У 1985 році закінчив факультет журналістики Київського державного університету імені Тараса Шевченка.
Головний редактор журналу «Образотворче мистецтво» з листопада 1990 року, головний редактор альманаху «Артанія» (з 1995) та газети «Мистець» (з 1997).
Був членом Національної спілки художників України (з 1984, секретар, заступник голови), Національної спілки журналістів України (з 1984) та Спілки письменників України (з 1997).
За ініціативою та безпосередньою участю М. Маричевського 1992 року було організовано перше мистецьке об'єднання «Національна асоціація мистців» та проведено три Всеукраїнські виставки сучасного мистецтва у Києві, Львові та Хмельницькому — «Хутір І», «Хутір II», «Хутір III».

## Творчі набутки
За життя підготував до друку 55 чисел «Образотворчого мистецтва», 6 книг альманаху «Артанія», близько 100 мистецьких альбомів, книг та каталогів — зокрема, дві багатотомні серії:
- «Наш час–наш простір» — альбоми-монографії про творчість видатних українських мистців Р. Сельського, В. Патика, М. Максименка, М. Приймаченко, А. Антонюка, В. Ярича, Б. Буряка, М. Демцю, Р. Романишина, В. Ємця, Л. Яремчука, М. Мазура, Є. Лещенка, В. Гонтаріва, П. Печорного, О. Садовського.
- «Скрижалі духу» (про творчість українських мистців поза межами Батьківщини) — А. Перейми, О. Булавицького, А. Коломійця, Л. Боднар-Балагутрак.

Редактор каталогів:
- 1999 рік — «Данило Нарбут»;
- 2000 рік — «Емма Андієвська», «Микола Бідняк»;
- 2002 рік — «Євген Манишин», «Камінний цвіт Луганської землі», «Валентин Алтанець», «Дмитро Парута»;
- 2003 рік — «Тарас Данилич»;
- 2004 рік — «Олександр Фільберт», «Родина Приймаченків», «Андрій Буланий»;
- 2006 рік — «Дмитро Сироватка».

Редактор і упорядник книги «Алла Горська: Червона тінь калини: листи, спогади, статті» (1996).
Упорядник та автор передмови до альбому «Володимир Чуприна» (1995).
Автор статей:
- 2005 рік — «Чи ж відбудуємо дім Кричевського?»;
- 2005 рік — «Олександр Архипенко: візія і тяглість».

## Родина
- Дружина — Маричевська Алла Володимирівна (нар. 1963), філолог, педагог, головний редактор журналу «Артанія»[2].
- Доньки — Оксана та Олена.